# Grant Green
Grant Green (St. Louis (Missouri), 6 juni 1935 – New York, 31 januari 1979) was een jazz-gitarist en componist.
Green speelde verschillende stijlen waaronder hardbop, bebop, souljazz en blues. Tijdens de bebop-periode zorgde hij voor een herinvoering van de gitaar als solo-instrument in de jazz. Van Green is bekend dat hij een groot bewonderaar van Charlie Christian en Charlie Parker was.

## Muzikale carrière
Na in 1959 zijn debuut te hebben gemaakt als gitarist in het kwintet van Jimmy Forrest kwam Grant op uitnodiging van Lou Donaldson in 1960 naar New York. Zijn basis in de r&b, gecombineerd met zijn vaardigheden in de bebop en zijn eenvoud die expressie verkiest boven technische deskundigheid, maakt Grant tot een veelzijdig gitarist: bebop, r&b, blues, standaardwerken, ballades, boogiewoogie, funkjazz en acid jazz behoorden tot zijn uitgevoerde stijlen.

Met name in de eerste vijf jaar na zijn aankomst in New York, was Grant een drukbezet man. Hij speelde onder andere met Lou Donaldson, Stanley Turrentine, Baby Face Willette, Big John Patton, Brother Jack McDuff, Larry Young, Hank Mobley, Lee Morgan en Herbie Hancock. Hierdoor werd hij snel een beroemdheid onder de jazzgitaristen, zozeer dat George Benson ooit zei: 
Iedereen wilde klinken als Grant!
Na 1967 was Grant nauwelijks actief als muzikant vanwege zijn drugsverslaving. Als gevolg van zijn verslaving had hij te maken met een fragiele gezondheid. Hij begon weer te spelen en op te nemen in 1969, waarbij hij tevens een nieuwe weg insloeg. Zijn werken vanaf 1969 zijn meer commercieel gericht, zijn gang naar meer funkjazz en acid jazz gerichte muziek maakte hij met mannen als Idris Muhammed, Reuben Wilson, Rusty Bryant, Charles Kynard, Neal Creque, Houston Person en Ronnie Foster.

## Kritieken
Critici Michael Erlewine en Ron Wynn beschreven hem als:

A severely underrated player during his lifetime, Grant Green is one of the great unsung heroes of jazz guitar ... Green's playing is immediately recognizable -- perhaps more than any other guitarist.

"Een zwaar onderschat gitarist met een herkenbare stijl."

## Belangrijke werken
| Album                                  | Jaar       | Samenwerking                 | Label              |
| -------------------------------------- | ---------- | ---------------------------- | ------------------ |
| All The Gin Is Gone/Blackforrest       | 1959       | Jimmy Forrest Quintet        | Delmark Records    |
| Space Flight                           | 1960       | Sam Lazar Quartet            | Argo/Chess         |
| First Session                          | 1960       |                              | Blue Note Records  |
| Here 'Tis                              | 1961       | Lou Donaldson Quartet        | Blue Note Records  |
| Grant's First Stand                    | 1961       |                              | Blue Note Records  |
| Face To Face                           | 1961       | "Baby Face" Willette Quartet | Blue Note Records  |
| The Honeydripper                       | 1961       | Brother Jack McDuff Quartet  | Prestige Records   |
| Up At Minton's                         | 1961       | Stanley Turrentine Quartet   | Blue Note Records  |
| Workout                                | 1961       | Hank Mobley Quintet          | Blue Note Records. |
| Stop And Listen                        | 1961       | "Baby Face" Willette Trio    | Blue Note Records  |
| Green Street                           | 1961       |                              | Blue Note Records  |
| Sunday Mornin                          | 1961       |                              | Blue Note Records  |
| Up And Down                            | 1961       | Horace Parlan Quintet        | Blue Note Records  |
| Steppin' Out                           | 1961       | Brother Jack McDuff Quartet  | Prestige Records   |
| Z.T.'s Blues                           | 1961       | Stanley Turrentine Quintet   | Blue Note Records  |
| The Mode                               | 1961       | Sonny Red Quintet            | Jazzland Records   |
| Blue And Sentimental                   | 1961       | Ike Quebec Quartet           | Blue Note Records  |
| Green Blues                            | 1961       |                              | Muse Records       |
| Born to be Blue                        | 1961       |                              | Blue Note Records  |
| Grandstand                             | 1961       |                              | Blue Note Records  |
| The Complete Quartets With Sonny Clark | 1961, 1962 |                              | Blue Note Records  |
| Standards                              | 1961       |                              | Blue Note Records  |
| The Latin Bit                          | 1962       |                              | Blue Note Records  |
| Feelin' The Spirit                     | 1962       |                              | Blue Note Records  |
| I'm Movin' On                          | 1963       | Jimmy Smith Trio             | Blue Note Records  |
| Am I Blue                              | 1963       |                              | Blue Note Records  |
| Idle Moments                           | 1963       |                              | Blue Note Records  |
| Happy Frame Of Mind                    | 1963       | Horace Parlan Sextet         | Blue Note Records  |
| Blues For Lou                          | 1963       |                              | Blue Note Records  |
| My Point Of View                       | 1963       | Herbie Hancock Sextet        | Blue Note Records  |
| Two Souls In One                       | 1963       | George Braith Quartet        | Blue Note Records  |
| Solid                                  | 1964       |                              | Blue Note Records  |
| Search For The New Land                | 1964       | Lee Morgan Sextet            | Blue Note Records  |
| Talkin' About                          | 1964       |                              | Blue Note Records  |
| Street of Dreams                       | 1964       |                              | Blue Note Records  |
| Into Somethin                          | 1964       | Larry Young Quartet          | Blue Note Records  |
| I Want To Hold Your Hand               | 1965       |                              | Blue Note Records  |
| His Majesty King Funk                  | 1965       | Grant Green Quintet          | Verve Records      |
| Matador                                | 1965       |                              | Blue Note Records  |
| Alive!                                 | 1970       |                              | Blue Note Records  |
| Visions                                | 1971       |                              | Blue Note Records  |
| Live at the Lighthouse                 | 1972       |                              | Blue Note Records  |

- Bibsys: 4042906
- Bibliothèque nationale de France: cb13894694m (data)
- Gemeinsame Normdatei: 121250970
- International Standard Name Identifier: 0000 0001 1034 995X
- Library of Congress Control Number: n88646303
- MusicBrainz: 1a88b270-d763-48d5-a62c-2bb9cabb140c
- Nationale Bibliotheek van Tsjechië: xx0095972
- Nationale Bibliotheek van Israël: 987007332291105171
- Nederlandse Thesaurus van Auteursnamen: 097846511
- Réseau des bibliothèques de Suisse occidentale: 02-A003317064
- Istituto Centrale per il Catalogo Unico: MODV263589
- SNAC: w69s55t8
- Système universitaire de documentation: 077441125
- Virtual International Authority File: 864627
- WorldCat: E39PBJkxMMpcd9KYWR8QHyXfMP